# Eleanor Ruggles
Eleanor Ruggles O’Leary (* 24. Juni 1916 in Boston, Massachusetts; † 2. Juli 2008 in Marlborough, Massachusetts) war eine US-amerikanische Biografin.

## Leben
Eleanor Ruggles O’Leary war die Tochter von Daniel Blaisdell und Alice, geborene Morrill, Ruggles. Sie wuchs im Bostoner Stadtteil Beacon Hill auf und besuchte die Winsor School. Ihr Studium schloss sie 1938 am Vassar College in Englisch und Theaterkunst ab. Anschließend zog sie nach London und nahm Schauspielunterricht bei Elsie Fogerty. Mit ihrer Rückkehr in die USA wurde sie die Direktorin der Duchess County Players in New York City, wobei sie mit dem Group 20 Theatre und der Theatre Guild of New York City zusammenarbeitete. Ihre Theaterkarriere brach sie allerdings zugunsten ihrer Heirat mit Robert Semmes O’Leary ab. Mit ihm siedelte sie nach Cambridge.
Mit ihrer Biografie Gerard Manley Hopkins: a life über den britischen Lyriker Gerard Manley Hopkins debütierte Ruggles 1944 als Autorin. Es folgten weitere Biografien über Nicholas Vachel Lindsay, John Henry Newman und Edwin Booth. Ihr The Prince of Players, dem eine mehrjährige Recherche voranging, war ihr größter Erfolg. 20th Century Fox verfilmte es nur zwei Jahre später mit Richard Burton als Edwin Booth unter dem Titel König der Schauspieler. Später arbeitete sie zwischen den 1960er und 1970er Jahren als Kritikerin für den Boston Globe, wobei sie häufig Biografien besprach.
Am 2. Juli 2008 verstarb Ruggles im Alter von 92 Jahren an einer respiratorischen Insuffizienz. Zu dieser Zeit lebte sie bereits fünf Jahre in einem Altersheim für Alzheimerpatienten.

## Werk (Auswahl)
- Gerard Manley Hopkins: a life (1944)
- Journey into Faith (1948)
- The Prince of Players (1953)
- The West Going Heart (1959)